# 沈浮
沈浮（1905年3月23日—1994年4月27日），原名沈恩吉，又名沈哀鹃，男，天津人，中国电影艺术家，第二、三、四、五届全国政协委员。代表作有电影《万家灯火》、《乌鸦与麻雀》等。